# Ballana filamenta
Ballana filamenta är en insektsart som beskrevs av Delong 1937. Ballana filamenta ingår i släktet Ballana och familjen dvärgstritar. Inga underarter finns listade i Catalogue of Life.